# 1071 هـ
1071 هـ هي سنة في التقويم الهجري امتدت مقابلةً في التقويم الميلادي بين سنتي 1660 و1661.

## وفيات
- 19 ذو الحجة: صفي الدين القشاشي